# Surabaya International 2007
Die Surabaya International 2007 im Badminton fanden vom 28. August bis zum 1. September 2007 in Surabaya statt.

## Sieger und Platzierte
| Disziplin    | Gold                                    | Silber                         | Bronze                                     |
| ------------ | --------------------------------------- | ------------------------------ | ------------------------------------------ |
| Herreneinzel | Hong Ji-hoon                            | Lee Cheol-ho                   | Indra Bagus Ade Chandra                    |
| Herreneinzel | Hong Ji-hoon                            | Lee Cheol-ho                   | Alamsyah Yunus                             |
| Dameneinzel  | Chiu Yi-ju                              | Megumi Taruno                  | Sylvinna Kurniawan                         |
| Dameneinzel  | Chiu Yi-ju                              | Megumi Taruno                  | Yu Wakita                                  |
| Herrendoppel | Rian Sukmawan Yonathan Suryatama Dasuki | Ade Lukas Fran Kurniawan       | Alroy Tanama Putra Hui Wai Ho              |
| Herrendoppel | Rian Sukmawan Yonathan Suryatama Dasuki | Ade Lukas Fran Kurniawan       | Afiat Yuris Wirawan Wifqi Windarto         |
| Damendoppel  | Meiliana Jauhari Shendy Puspa Irawati   | Shizuka Matsuo Yasuyo Imabeppu | Yang Chia-chen Tsai Pei-ling               |
| Damendoppel  | Meiliana Jauhari Shendy Puspa Irawati   | Shizuka Matsuo Yasuyo Imabeppu | Wan Hui-cheng Hsiao Chu-peng               |
| Mixed        | Tontowi Ahmad Yulianti CJ               | Yoo Yeon-seong Kim Min-jung    | Fran Kurniawan Shendy Puspa Irawati        |
| Mixed        | Tontowi Ahmad Yulianti CJ               | Yoo Yeon-seong Kim Min-jung    | Yonathan Suryatama Dasuki Meiliana Jauhari |